# 子供部屋のアリス
『子供部屋のアリス』（英：The Nursery "Alice" ）は、1890年にマクミラン社から刊行されたルイス・キャロルの著作。キャロルの児童小説『不思議の国のアリス』（1865年）を、キャロル自身が「0歳から5歳」の幼児向けに短く翻案したもので、『不思議の国のアリス』の特徴である言葉遊びやパロディなどを押さえ、子供に語りかけるような易しい文体で書き直されている。原著に使われたジョン・テニエルの白黒の挿絵から20の場面を選び、テニエル自身が子どもに見やすいよう絵を拡大して彩色を施し、なかには描き下ろしたものも含む。ただし表紙絵はテニエルではなく、キャロルの友人のE・ガートルード・トムソンが手がけた。
キャロルがマクミラン社に「幼児向けのアリス」の企画をもちかけたのは1881年であり、1889年に印刷されるものの、刷りあがった色が派手すぎるとして出版を止めさせている。印刷に失敗したこの版は、原著『不思議の国のアリス』のときと同じくアメリカに輸出された。

## アリスの姿
キャロルが認めた色調子の版は、『アリス』シリーズ発刊から実に四半世紀を経た1890年に売り出される。印刷は腕の良さで評判のエドマンド・エヴァンスに依頼し、この作品でアリスの姿が初めてカラーで読者に紹介された。この本でキャロルは青いワンピースに真っ白なエプロン姿ではなく、アリスに黄色いワンピースを着せて青い縁取りのある白いエプロンを重ね青い長靴下をはかせた。同年、著者が発案した切手入れにもその姿を刷らせて製品化する。
キャロルは単に物語の語数を減らし、内容を幼児向けに易しくするだけではなく、まるで子どもに本を読んで聞かせながらページの挿絵を指して尋ねるように、物語の途中で著者から読者に質問が発せられる。たとえば体が大きくなったアリスの挿絵のあとに、子猫より小さくなるのと天井に頭をぶつけるほど背が伸びるのと「あなた」はどちらがよいかと問いかける。またダッシュという子犬には、元の小説にない逸話を6章に加筆したり、チェシャ猫が登場する9章の挿絵に小さく描かれた「きつねのてぶくろ」という花の名前について説明したりする。